# 蘭德灣
75°25′S 141°45′W / 75.417°S 141.750°W
蘭德灣（英語：Land Bay）是南極洲的海灣，位於瑪麗伯德地，處於格羅夫斯島以東，寬70公里，由美國的探險隊發現，名字取自蘭德冰川，現時由南極條約體系管理。